# Миронівська волость
Миронівська волость — адміністративно-територіальна одиниця Олександрійського повіту Херсонської губернії.
Станом на 1886 рік складалася з 1 поселення, 1 сільської громади. Населення — 1514 осіб (757 чоловічої статі та 757 — жіночої), 515 дворових господарства.
|                     | Площа, десятин | У тому числі орної, дес. |
| ------------------- | -------------- | ------------------------ |
| Сільських громад    | 1226           | 1148                     |
| Приватної власності | 1273           | 480                      |
| Казенної власності  | —              | —                        |
| Іншої власності     | 34             | 20                       |
| Загалом             | 2533           | 1648                     |

Єдине поселення волості:
- Миронівка — село при ставку за 22 версти від повітового міста, 1514 осіб, 257 дворів, православна церква, поштова станція, школа, 3 лавки.